# Marsh & McLennan Companies
Marsh & McLennan Companies (MMC) este o companie americană de servicii profesionale și brokeraj de asigurări, având o cifră de afaceri de 12,07 miliarde $.
Compania este prezentă și în România, unde a încheiat primul trimestru din 2008 cu o cifră de afaceri de 2 milioane de euro.